# Parti des socialistes de Catalogne
Le Parti des socialistes de Catalogne (en catalan : Partit dels Socialistes de Catalunya, PSC) est un parti politique espagnol — actif uniquement en Catalogne — de centre gauche, social-démocrate, catalaniste, progressiste et fédéraliste. Il est signataire d'un accord de coopération permanente avec le Parti socialiste ouvrier espagnol (PSOE).

## Histoire
Le PSC est fondé le 16 juillet 1978 par la fusion entre le Parti socialiste de Catalogne-Congrès (es), le Parti socialiste de Catalogne-Rassemblement (es) et la fédération catalane du PSOE.
Dès le début de la transition démocratique, le PSC s'affirme comme la principale force politique catalane lors des élections générales espagnoles, européennes et municipales. En revanche, il se révèle incapable de mobiliser son électorat lors des élections au Parlement de Catalogne, ce qui facilite l'hégémonie des nationalistes de Convergence et Union qui dirige le gouvernement catalan à partir de 1980. Mais après les élections catalanes 2003, le PSC dirige le gouvernement local grâce à une alliance avec la Gauche républicaine de Catalogne et l'Initiative pour la Catalogne Verts.
À l'issue des élections générales de mars 2004, le parti dispose de 21 députés aux Cortès, ce qui en fait toujours la première force politique catalane. Après les mandats des socialistes Pasqual Maragall puis José Montilla, le PSC retourne dans l'opposition régionale à l'issue des élections de 2010. L'année suivante, il perd les municipales notamment à Barcelone et à Gérone. Enfin, après les élections générales de 2011, il ne dispose plus que de quatorze députés et de dix sénateurs à Madrid. Ce nombre est réduit à huit députés lors des élections générales de décembre 2015.
Lors des élections régionales de 2021, le parti et sa tête de liste Salvador Illa termine en première place avec plus de 23 % des voix et 33 sièges. C'est le meilleur score obtenu par le parti depuis 2006 et leur première victoire aux élections régionales depuis 2003. Cependant, l'existence d'une majorité absolue des partis indépendantistes l'empêche d'accéder au pouvoir.
Aux élections municipales de 2023, le PSC obtient le plus grand nombre de voix et récupère des mairies historiquement socialistes comme celles de Barcelone, Tarragone ou Lérida. Quelques semaines plus tard, le parti remporte une nette victoire aux élections générales, la première en Catalogne depuis l'année 2008.
Au cours des élections régionales de mai 2024, le parti confirme sa première position en obtenant 42 députés au Parlement. Cette position majoritaire lui permet former un gouvernement minoritaire avec le soutien sans participation de la Gauche républicaine de Catalogne et les Communs.

## Dirigeants

### Présidents
| Période     | Nom              |
| ----------- | ---------------- |
| 1983-1996   | Joan Reventós    |
| 1996-2000   | Raimon Obiols    |
| 2000-2007   | Pasqual Maragall |
| 2007-2008   | vacant           |
| 2008-2011   | Isidre Molas     |
| 2011-2014   | vacant           |
| 2014-2019   | Àngel Ros        |
| 2019-2021   | Nuria Marín      |
| depuis 2021 | Miquel Iceta     |

### Premiers secrétaires
| Période     | Nom           |
| ----------- | ------------- |
| 1978-1983   | Joan Reventós |
| 1983-1996   | Raimon Obiols |
| 1996-2000   | Narcís Serra  |
| 2000-2011   | José Montilla |
| 2011-2014   | Pere Navarro  |
| 2014-2021   | Miquel Iceta  |
| Depuis 2021 | Salvador Illa |

## Résultats électoraux

### Parlement de Catalogne
| Année | Chef de file     | Voix      | %     | #   | Sièges   | Gouvernement |
| ----- | ---------------- | --------- | ----- | --- | -------- | ------------ |
| 1980  | Joan Reventós    | 606 717   | 22,43 | 2e  | 33 / 135 | Opposition   |
| 1984  | Raimon Obiols    | 866 281   | 30,11 | 2e  | 41 / 135 | Opposition   |
| 1988  | Raimon Obiols    | 802 828   | 29,78 | 2e  | 42 / 135 | Opposition   |
| 1992  | Raimon Obiols    | 728 311   | 27,55 | 2e  | 40 / 135 | Opposition   |
| 1995  | Joaquim Nadal    | 802 252   | 24,88 | 2e  | 34 / 135 | Opposition   |
| 1999  | Pasqual Maragall | 1 183 299 | 37,85 | 1er | 35 / 135 | Opposition   |
| 2003  | Pasqual Maragall | 1 031 454 | 31,16 | 1er | 30 / 135 | Maragall     |
| 2006  | José Montilla    | 796 173   | 26,82 | 2e  | 35 / 135 | Montilla     |
| 2010  | José Montilla    | 575 233   | 18,38 | 2e  | 28 / 135 | Opposition   |
| 2012  | Pere Navarro     | 524 707   | 14,43 | 2e  | 20 / 135 | Opposition   |
| 2015  | Miquel Iceta     | 523 283   | 12,72 | 3e  | 16 / 135 | Opposition   |
| 2017  | Miquel Iceta     | 606 659   | 13,86 | 4e  | 16 / 135 | Opposition   |
| 2021  | Salvador Illa    | 652 858   | 23,04 | 1er | 32 / 135 | Opposition   |
| 2024  | Salvador Illa    | 882 589   | 27,96 | 1er | 42 / 135 | Illa         |

### Cortes Generales
| Année   | Chef de file    | Congrès des députés | Congrès des députés | Congrès des députés | Congrès des députés | Sénat   | Gouvernement                                   |
| Année   | Chef de file    | Voix                | %                   | #                   | Sièges              | Sénat   | Gouvernement                                   |
| ------- | --------------- | ------------------- | ------------------- | ------------------- | ------------------- | ------- | ---------------------------------------------- |
| 1977    | Joan Reventós   | 870 362             | 28,56               | 1er                 | 15 / 47             | 0 / 16  | Opposition                                     |
| 1979    | Joan Reventós   | 875 529             | 29,67               | 1er                 | 17 / 47             | 6 / 16  | Opposition                                     |
| 1982    | Raimon Obiols   | 1 575 601           | 45,83               | 1er                 | 25 / 47             | 9 / 16  | González I                                     |
| 1986    | Narcís Serra    | 1 299 733           | 41,00               | 1er                 | 21 / 47             | 8 / 16  | González II                                    |
| 1989    | Narcís Serra    | 1 123 975           | 35,59               | 1er                 | 20 / 46             | 6 / 16  | González III                                   |
| 1993    | Narcís Serra    | 1 277 838           | 34,87               | 1er                 | 18 / 47             | 5 / 16  | González IV                                    |
| 1996    | Narcís Serra    | 1 531 143           | 39,36               | 1er                 | 19 / 46             | 8 / 16  | Opposition                                     |
| 2000    | Narcís Serra    | 1 150 533           | 34,13               | 1er                 | 17 / 46             | 7 / 16  | Opposition                                     |
| 2004    | José Montilla   | 1 586 748           | 39,47               | 1er                 | 21 / 47             | 8 / 16  | Zapatero I                                     |
| 2008    | Carme Chacón    | 1 689 911           | 45,39               | 1er                 | 25 / 47             | 8 / 16  | Zapatero II                                    |
| 2011    | Carme Chacón    | 922 547             | 26,66               | 2e                  | 14 / 47             | 6 / 16  | Opposition                                     |
| 2015    | Carme Chacón    | 590 274             | 15,69               | 3e                  | 8 / 47              | 0 / 16  | Opposition                                     |
| 2016    | Meritxell Batet | 559 870             | 16,10               | 3e                  | 7 / 47              | 0 / 16  | Opposition (2016-2018) ; Sánchez I (2018-2019) |
| 04/2019 | Meritxell Batet | 962 257             | 23,21               | 2e                  | 12 / 48             | 3 / 16  | Sánchez I                                      |
| 11/2019 | Meritxell Batet | 794 666             | 20,50               | 2e                  | 12 / 48             | 2 / 16  | Sánchez II                                     |
| 2023    | Meritxell Batet | 1 221 335           | 34,47               | 1er                 | 19 / 48             | 12 / 16 | Sánchez III                                    |